# Communauté de communes de Cambremer
Die Communauté de communes de Cambremer ist ein ehemaliger französischer Gemeindeverband mit der Rechtsform einer Communauté de communes im Département Calvados in der Region Normandie. Sie wurde am 31. Dezember 2001 gegründet und umfasste 22 Gemeinden. Der Verwaltungssitz befand sich im Ort Cambremer.

## Historische Entwicklung
Mit Wirkung vom 1. Januar 2018 wurde der Gemeindeverband aufgelöst und seine Mitgliedsgemeinden auf
- Communauté de communes Normandie-Cabourg-Pays d’Auge,
- Communauté de communes Blangy Pont-l’Évêque Intercom und
- Communauté d’agglomération Lisieux Normandie

aufteilt.

## Ehemalige Mitgliedsgemeinden
1. Auvillars
2. Beaufour-Druval
3. Beuvron-en-Auge
4. Bonnebosq
5. Cambremer
6. Drubec
7. Formentin
8. Le Fournet
9. Gerrots
10. Hotot-en-Auge
11. Léaupartie
12. Manerbe
13. Montreuil-en-Auge
14. Notre-Dame-de-Livaye
15. Notre-Dame-d’Estrées-Corbon
16. Repentigny
17. La Roque-Baignard
18. Rumesnil
19. Saint-Laurent-du-Mont
20. Saint-Ouen-le-Pin
21. Valsemé
22. Victot-Pontfol